# Polyscias sessiliflora
Polyscias sessiliflora är en araliaväxtart som beskrevs av Wessel Marais. Polyscias sessiliflora ingår i släktet Polyscias och familjen araliaväxter. Inga underarter finns listade.